# Glenea carneipes
Glenea paracarneipes é uma espécie de escaravelho da família Cerambycidae. Foi descrita por Stephan von Breuning em 1977.